# 電気製品認証協議会
電気製品認証協議会（SCEA）（でんきせいひんにんしょうきょうぎかい、英語表記：Steering Council of Safety Certification for Electrical and Electronic Appliances and Parts of Japan）とは、電気製品の第三者認証に関する協議会である。

## 概要
電気製品認証協議会は、学識経験者、電気製品等の製造、輸入、流通及び消費者等の団体並びに認証機関で構成され、低圧で使用される電気製品等について、第三者認証制度の公正な運営及び普及等について認証機関に対して提言を行い、我が国の電気製品等の安全性向上に貢献することを目的で設立された。

## 参加会員
参加団体は、学識経験者、電気製品等の製造、輸入、流通及び消費者等の団体（42団体）並びに認証機関（4機関）で構成している。

## 沿革
電気製品の安全性確保体制は、昭和36年に公布された電気用品取締法に始まり、政府による強制認可によって安全性確保を図ってきた。しかし、時代の変遷と共に、諸外国からの要望等を受入れた規制緩和政策の実施によって取締行政の国際化が図られ、電気用品取締法についても、国際規格（IEC規格）採用等の改正が行われた。
その後、製造物責任法（PL法）の導入等を契機とする自己責任原則への移行等の情勢を踏まえ、政府認証を基調とする安全性確保体制から欧米先進国で既に一般化している民間機関による第三者認証制度を有効に活用する体制への変革が求められ、それらに伴い、平成13年4月に電気用品取締法から電気用品安全法への改正が行われた。第三者認証制度の発足に当たっては、通商産業省（現：経済産業省）からの検討依頼により電気用品調査委員会でその在り方を検討した後、電気用品安全検討会の審議を経て『第三者認証制度の公平な運営及び普及等について認証機関に提言を行い、我が国の電気製品等の安全性向上に貢献することを目的とする』電気製品認証協議会（略称：SCEA）が平成6年12月に発足し、翌年よりSCEAに参加している認証機関によって第三者認証（Sマーク認証）業務が開始された。現在SCEAに参加している認証機関は、一般財団法人 電気安全環境研究所(略称：JET)、一般財団法人 日本品質保証機構（略称：JQA)、株式会社 UL Japan、テュフ ラインランド ジャパン株式会社（TÜV Rheinland）の4機関である。
SCEAは、製造事業者、流通事業者、消費者、認証機関などの46団体と学識経験者により構成される第三者認証制度を協議する団体であり、電気製品の安全性を示す目印としてSマークを推奨するとともに、Sマーク認証制度の普及のための諸活動を行っている。Sマーク認証制度は、認証を希望される製品とその製造工場を公正中立な第三者が専門的な立場で検査し、安全基準への適合性を客観的に証明するもので、自己責任原則に基づく事業者の自己確認を補完する役割を担っている。

## 運営認証機関
- 一般財団法人 電気安全環境研究所
- 一般財団法人 日本品質保証機構
- 株式会社 UL Japan
- テュフ ラインランド ジャパン株式会社